# جوان فيني
جوان فيني (بالإنجليزية: Joan Finney)‏ هي سياسية أمريكية كانت أول امراة تشغل منصب الحاكم على ولاية كنساس، وتنتمي إلى الحزب الديموقراطي. ولدت جوان فيني في 12 شباط / فبراير من سنة 1925 في توبيكا بولاية كنساس، وكانت حاكمةً على ولاية كنساس ما بين عامي 1991 و 1995. توفيت جوان فيني في 28 تموز / يوليو من سنة 2001 في ولاية كنساس.